# Toronto Film Festival
 Der er for få eller ingen kildehenvisninger i denne artikel, hvilket er et problem. Du kan hjælpe ved at angive troværdige kilder til de påstande, som fremføres i artiklen.

Toronto internationale filmfestival (Toronto International Film Festival, ofte forkortet: TIFF) er en canadisk filmfestival som bliver afholdt hvert år i september i Toronto, Ontario. Festivalen blev grundlagt i 1976, og er nu iblandt de mest prestigefulde filmfestivaler i verden.
Festivalen begynder torsdag aften efter arbejdernes kampdag (den første mandag i september, i Canada) og varer i 10 dage. Mellem 300 og 400 film bliver vist på tilsammen 23 lærreder i Toronto centrum. Antal besøgende på TIFF er lidt over 300 000 mennesker hvert år, fra både publikum og filmindustrien.[kilde mangler]

## People's Choice Award
Hvert år uddeles publikumsprisen (People's Choice Awards), som er stemt af publikum blandt årets bedste film.
- 2020 Nomadland
- 2016 La La Land
- 2015 Room
- 2014 The Imitation Game
- 2013 12 Years a Slave
- 2012 Silver Linings Playbook
- 2011 Where Do We Go Now?
- 2010 Kongens store tale
- 2009 Precious
- 2008 Slumdog Millionaire
- 2007 Eastern Promises
- 2006 Bella
- 2005 Tsotsi
- 2004 Hotel Rwanda
- 2003 Zatôichi
- 2002 Whale Rider
- 2001 Den fabelagtige Amélie fra Montmartre
- 2000 Tiger på spring, drage i skjul
- 1999 American Beauty
- 1998 Livet er herlig
- 1997 The Hanging Garden
- 1996 Shine
- 1995 Antonias verden
- 1994 Priest
- 1993 The Snapper
- 1992 Strictly Ballroom
- 1991 The Fisher King
- 1990 Cyrano de Bergerac
- 1989 Roger & Me
- 1988 Kvinder på randen af nervøst sammenbrud
- 1987 The Princess Bride
- 1986 Le déclin de l'empire américain
- 1985 La historia oficial
- 1984 Places in the Heart
- 1983 The Big Chill
- 1982 Tempest
- 1981 Ildvognene
- 1980 Bad Timing
- 1979 Best Boy
- 1978 Girlfriends